# Xã Maryville, Quận Rolette, Bắc Dakota
Xã Maryville (tiếng Anh: Maryville Township) là một xã thuộc quận Rolette, tiểu bang Bắc Dakota, Hoa Kỳ. Năm 2010, dân số của xã này là 37 người.